# Abu Inan Faris
Pour les articles homonymes, voir al-Mutawakkil et Faris.
Abû `Inân Fâris ben `Alî (أبو عنان فارس بن علي,  ⴰⴱⵓ ⵄⵉⵏⴰⵏ ⴼⴰⵔⵉⵙ ⴱⵏ ⵄⵍⵉ) est né en 1329. Il succéda à son père Abû al-Hasan ben `Utman comme sultan mérinide en 1348. Il mourut étranglé par son vizir alors qu'il était agonisant, le 27 novembre 1358,. Ibn Khaldoun donne aussi cette date, dans Le voyage d'Occident et d'Orient, mais il affirme que Abû `Inân mourut des suites d'une longue maladie (contractée deux ans plus tôt) qui s'était aggravée cinq jours après son retour de Tlemcen à Fès, et il ne mentionne pas de meurtre.   

## Histoire
Peu après être arrivé au pouvoir, il contraint Ibn Marzouk à l'exil dans le Royaume maure de Grenade. Il se qualifie de « commandeur des croyants » (amir al-mûminin). Il doit éliminer un de ses neveux qui avait pris le pouvoir à Fès.
Après cela il reprend l'œuvre de son père et fait construire la médersa qui porte son nom à Fès, la médersa Bou 'Inania. Il reprend Tlemcen, puis Béjaïa (Bougie) en 1352 et Tunis, mais les révoltes continuèrent et l’État mérinide ne cessa de s'affaiblir.

## Sources